# عباس برزن
عباس برزن یکی از بازیکنان فوتبال ایران است. این بازیکن در طول در دوران حضورش، در تیم‌های مختلفی من‌جمله شاهین بوشهر مشارکت داشته‌است.